# Veliko srce
Veliko srce je mladinski roman slovenske avtorice Nejke Omahen. Avtorica je delo zapisala že v gimnazijskih letih. Za nekatera izmed svojih del je prejela tudi različne nagrade, kar je glede na njeno mladost (rojena leta 1983) velik dosežek. Knjiga Veliko srce je izšla leta 2002 v  mestu Ljubljana pri DZS. 

## Vsebina
Roman govori o deklici Lari, ki je bila pri petnajstih letih preseljena k stricu in njegovi družini, za katere sploh ni vedela, da obstajajo. V njej se je vedno porajalo neko hrepenenje po pripadnosti. Novo odkriti sorodniki so jo proti njeni volji poslali na šolanje v gimnazijo, in morala se je privaditi na življenje v internatu. Tam se je sprva počutila zelo osamljeno, njena edina uteha so bila pisma mami, ki je nikoli ni poznala. V novem okolju je potem spoznala svojo simpatijo, Simeona, ter še nekaj prijateljic. Začela je slikati v naravi, veliko časa se je potepala okrog, slikala tihožitja in naravo, ter se hkrati predajala romantičnemu sanjarjenju, zaradi česar je občasno tudi izgubila tla pod nogami. V bistvu je Lara takrat, ko je slikala pozabila na vse težave, ki so jo pestile, saj se ni preveč dobro razumela s svojo novo družino. Pri slikanju jo je spodbujal profesor Vidmar. Roman se je zaključil s koncem šolskega leta, in s pričetkom Larine nove ljubezenske zveze. 
Vsekakor gre za knjigo, ki jo z veseljem prebere vsaka najstnica, in pa tudi kakšno starejše dekle ali ženska, ki jo daje nostalgija po časih svojega otroštva.

## Ocene in nagrade
Knjigo Silvija so skupaj s knjigo Košarkar naj bo! Primoža Suhodolčana razglasili za Mojo najljubšo knjigo leta 2000. V Letu 2002 so se tako Silvija, kot Dež in Življenje kot v filmu uvrstile v sam vrh lestvice branosti pri Centru za mladinsko književnost in knjižničarstvo Mestne knjižnice Ljubljane. Življenje kot v filmu je na drugem, Dež na tretjem, Silvija pa na petem mestu.

## Izdaje in prevodi
- Slovenski izvirnik iz leta 2002 (COBISS)